# Enicospilus shiheziensis
Enicospilus shiheziensis là một loài tò vò trong họ Ichneumonidae.